# 가나기정 (아오모리현)
가나기정(金木町)은 아오모리현 북서부,  기타쓰가루군에 있던 정이다. 다자이 오사무,  요시 이쿠조가 출신지로 알려져있다. 2005년 3월 28일에 고쇼가와라시, 시우라촌을 합병해　새로운 고쇼가와라시가 되어 소멸했다.

## 역사
- 1889년 4월 1일 - 정촌제 시행과 함께 기타쓰가루군 아래와 같이 성립하였다.
- 가나기촌←,가나기촌, 나카카시와기촌, 마키타촌, 가미하라촌, 후지에다촌
- 가세촌← 가세촌，나카카시와기촌，나가토미촌，비샤몬촌
- 기라이치촌← 기라이치촌
- 1920년 2월 11일 - 정으로 승격하였다.
- 1955년 3월 1일 - 가세촌 (오아사 비샤몬은 제외) 기라이치촌과 합병해 새로운 가나기정이 되었다.
- 1956년 8월 10일 - 가세촌의 일부 지역을 고쇼가와라시에 편입하였다.
- 2005년 3월 28일 - 고쇼가와라시, 기타쓰가루군, 시우라촌이 신설 합병해 새로운 '고쇼가와라시'가 성립해 소멸하였다.

## 출신인물
- 다자이 오사무
- 요시 이쿠조

## 교통

### 철도
- 쓰가루 철도
  - 쓰가루 철도선

### 도로
- 일반국도
  - 국도 제339호선